# فانيسا بلو
فانيسا بلو (بالإنجليزية: Vanessa Blue)‏ وتُترجم حرفيا إلى فانيسا الزرقاء (اسم فني) ولدت بتاريخ 27 مايو 1974، هي ممثلة إباحية من أمريكا ومخرجة أفلام. تم تكريمها عام 2013 في ممر الشهرة الخاص بآي في إن نسبة لما قامت به في تطوير هذا المجال.

## المسيرة المهنية
عملت فانيسا في البداية كراقصة عارية، وكانت من قبل قد درست في مجال الطوارئ الطبية على أساس العمل مستقبلا كمساعدة طبية إلا أن مسارها تغير كليا عندما بدأت العمل في مجال الرقص؛ فهناك قابلت زميلة راقصة أخرى نصحتها بالعمل في مجال عروض الأزياء المثيرة. هذا ما قامت به فعليا حيث شاركت ونُشرت بعض صورها في مجلات الشباب والمراهقين والكبار قبل أن تعمل في بعض المشاهد الإباحية لنشرها على الشبكة العنكبوتية، أما أول ظهور لها فكان في فيلم مع إد القوي، ثم بعد عام من تصوير ذلك الفيلم قررت الاعتزال المؤقت لمدة ثلاث سنوات وذلك من أجل الاهتمام بعائلتها التي تقطن في نبراسكا، ولكنها سرعان ما عادت لنفس المجال وذلط بحلول عام 2000.
عملت لصالح شركة ماركيناري بيكتشرز لعدة سنوات وصورت لها مجموعة من الأفلام لعل أبرزها فيلم أسود العهد الذي فاز سنة 2005 بجائزة آي في إن كأفضل فيلم، ويُشار إلى أن فانيسا كانت مخطوبة لمالك الشركة التي عملت فيها والذي يُدعى ليكسكينغتون ستيل. في عام 2008، تنازعت فانيسا مع صديقتها ستيل (ممثلة إباحية أخرى) ورفعا على بعضهما البعض عدة دعوات قضائية من أجل الحصول على ملكية العديد من أشرطة الفيديو التي ظهرتا فيها على الرغم من أنها مملوكة أصلا لشركة ماركيناري بيكتشر. استمر الخلاف بين الممثلتين حتى شهر آذار/مارس من العام
2009 بعد اجتماعهما مع بديل لتسوية النزاعات والخلافات. أما اليوم ففانيسا تُوزع أفلامها من خلال شركة جاستن سلاير أنترناسيونال التي وقعت معها عقدا في نيسان/أبريل 2010.
تألق فانيسا في تلفزيون بلاي بوي (تابع لمجلة بلاي بوي، حيث استضافت العديد من البرامج من أبرزها مكالمات خاصة (بالإنجليزية: Private Calls)‏ كما استضافت برنامج مكالمات ليلية (بالإنجليزية: Night Calls)‏ على راديو بلاي بوي حتى عام 2008.

## الجوائز
في عام 2008 فازت فانيسا بجائزة إيربان إكس عن فئة أفضل الفيديوهات الإباحية كما تم تكريمها في ممر الشهرة الخاص بجائزة إيربان إكس في عام 2009 اعترافا بإسهاماتها الملحوظة في هذا المجال.
في عام 2013 تم تكريهما للمرة الثانية لكن هذه المرة في ممر الشهرة الخاص بجوائز الآي في إن (AVN).

## روابط خارجية
- فانيسا بلو على موقع IMDb (الإنجليزية)
- فانيسا بلو على موقع قاعدة بيانات الفيلم (الإنجليزية)
- فانيسا بلو على موقع كينوبويسك (الروسية)